# Joshua Kimmich
Joshua Walter Kimmich (Rottweil, 8. veljače 1995.) njemački je nogometaš koji igra kao desni bek ili defenzivni vezni za Bayern München i njemačke reprezentacije čiji je kapetan.

## Klupska karijera
Počeo je u mlađim kategorijama Stuttgarta, zatim se pridružio RB Leipzigu gdje je debitirao u 3. Ligi. Ukupno je odigrao 53 utakmice i zabio 3 gola.
Pridružio se Bayern Münchenu za 7 milijuna eura. Nakon umirovljenja Philippa Lahma preuzeo je poziciju desnog beka. Bio je ključni igrač u osvajanju trostruke krune 2019./20. Ugovor je produžio do 2029. godine.

## Reprezentativna karijera
Debitirao je za Njemačku 2016. godine protiv Slovačke. Igrao je na svim prvenstvima od Europskog prvenstva u nogometu – Francuska 2016. U rujnu 2024. imenovan je kapetanom njemačke reprezentacije.